# Jim Spivey
James Calvin „Jim” Spivey (ur. 7 marca 1960 w Schiller Park, w stanie Illinois) – amerykański lekkoatleta specjalizujący się w biegach średnio i długodystansowych, trzykrotny uczestnik letnich igrzysk olimpijskich (Los Angeles 1984, Barcelona 1992, Atlanta 1996).

## Sukcesy sportowe
- czterokrotny mistrz Stanów Zjednoczonych w biegu na 1500 metrów – 1984, 1985, 1987, 1992[1]
- halowy mistrz Stanów Zjednoczonych w biegu na 1 milę – 1982
- halowy mistrz Stanów Zjednoczonych w biegu na 3000 metrów – 1988[2]
- mistrz organizacji National Collegiate Athletic Association w biegu na 1500 metrów – 1982[3]

| Rok  | Miasto       | Zawody                    | Konkurencja    | Wynik         |
| ---- | ------------ | ------------------------- | -------------- | ------------- |
| 1984 | Los Angeles  | igrzyska olimpijskie      | bieg na 1500 m | 5. miejsce    |
| 1987 | Indianapolis | halowe mistrzostwa świata | bieg na 1500 m | 4. miejsce    |
| 1987 | Indianapolis | igrzyska panamerykańskie  | bieg na 1500 m | srebrny medal |
| 1987 | Rzym         | mistrzostwa świata        | bieg na 1500 m | brązowy medal |
| 1992 | Barcelona    | igrzyska olimpijskie      | bieg na 1500 m | 8. miejsce    |
| 1993 | Stuttgart    | mistrzostwa świata        | bieg na 1500 m | 5. miejsce    |

## Rekordy życiowe
- bieg na 800 metrów – 1:46,50 – Berkeley 12/06/1982
- bieg na 1000 metrów – 2:16,54 – Eugene 21/07/1984
- bieg na 1500 metrów – 3:31,01 – Koblencja 28/08/1988
- bieg na 1500 metrów (hala) – 3:39,60 – Providence 01/02/1987
- bieg na milę – 3:49,80 – Oslo 05/07/1986
- bieg na 2000 metrów – 4:52,44 – Lozanna 15/09/1987 były rekord Ameryki Północnej
- bieg na 2000 metrów (hala) – 5:05,79 – Bloomington 31/01/1986
- bieg na 3000 metrów – 7:37,04 – Kolonia 01/08/1993
- bieg na 3000 metrów (hala) – 7:52,91 – Nowy Jork 26/02/1988
- bieg na 2 mile – 8:24,14 – Birmingham 19/07/1986
- bieg na 5000 metrów – 13:15,86 – Berlin 30/08/1994